# Jet (chocolatina)
Jet es una chocolatina colombiana producida y comercializada por el grupo empresarial colombiano Nutresa desde 1961. Su presentación habitual es en una barra de 11 gramos en un empaque de papel y aluminio de color azul con el logo la imagen de un avión tipo Jet. También tiene otras variedades de diversos tamaños, sabores como Cookies and Cream y  adiciones como arroz crujiente o galletita de chocolate.
Según sus productores aseguraron a inicios de 2019, a diario se producen aproximadamente un millón de chocolatinas. En 2012 se reportó que el producto vendía 200 millones de unidades al año, controlando así el 30% de su mercado en Colombia y registrado ganancias de 100 mil millones de pesos colombianos (50 millones de dólares de la época). Su top of mind en los consumidores colombianos fue de un 87% en «niños y jóvenes», mientras que en las personas de entre 25 y 34 años el mismo índice fue de 91%.
La chocolatina ha sido ampliamente aceptada en la sociedad colombiana, convirtiéndose en una de las marcas más famosas de Colombia gracias a su vigencia, la innovación de sus comercializadores para presentar derivados, y la creación varios álbumes de cromos coleccionables de edición limitada.

## Historia
Grupo Nutresa, en la época «Compañía Nacional de Chocolates», creó una marca comercial de chocolatinas llamada Jet; el nombre de la chocolatina fue dado porque su creación coincidió con la llegada de los primeros jets o aviones de propulsión a chorro a Colombia.
En abril de 2015, tras una disputa entre la Comercializadora Seul y Nutresa debido a que la segunda se opuso al registo de una marca llamada «Chocoyeta», la Superintendencia de Industria y Comercio aprobó una resolución por la cual extendió la notoriedad de marca para Jet.

## Álbum de cromos
El éxito cosechado por las buenas ventas del producto llevó a que en 1962 la empresa iniciara la producción de una serie de álbumes fotográficos llamados Álbum de Chocolatinas Jet cuyas imágenes venían en las láminas de papel que acompañaban a las chocolatinas. Los álbumes han abarcado temas relacionados tanto con la naturaleza como con la cultura colombiana. 
El primer Álbum de Chocolatinas Jet de cromos se conoció como La Conquista del espacio y presentaba imágenes relacionadas con la carrera espacial. Los cromos debían ser adheridos al álbum con cola o pegamento escolar. En 1963 fue lanzado el segundo álbum llamado Auto-Jet, donde se hacía un recorrido por la historia del automovilismo. Para la fecha el álbum ya estaba cobrando importancia en las familias colombianas.
La décima edición fue anunciada el viernes 5 de marzo de 2021 y se proyectó su lanzamiento oficial el lunes 8 de marzo del mismo año.